# Android Marshmallow
Android 6 Marshmallow (кодовое название Android M во время разработки) — версия мобильной операционной системы Android, представленная на конференции Google I/O 28 мая 2015 года. В ней имеется ряд нововведений и функций, отличающих её от предшествующей Android Lollipop.
Первыми телефонами с Android Marshmallow были Nexus 5X и Nexus 6P.
Marshmallow в первую очередь фокусируется на улучшении общего пользовательского опыта своего предшественника, Android Lollipop. Он представил новую архитектуру разрешений, новые API-интерфейсы для контекстных помощников (впервые использованные новой функцией «Now on Tap» для предоставления контекстно-зависимых результатов поиска), новую систему управления питанием, которая снижает фоновую активность, когда устройство физически не обрабатывается, встроенная поддержка распознавания отпечатков пальцев и разъемов USB-C, возможность переноса данных и приложений на карту microSD и другие внутренние изменения. Android 6 хоть и получил положительные отзывы, но они были прохладнее Android 5.
По состоянию на апрель 2024 доля использования Android M 1,36% от всех других устройств на базе Android.
На данный момент Marshmallow устаревший. Это минимальная версия Android для запуска Google Play, root сегмент тоже не поддерживает его. В июле 2024 года Google прекратила поддержку Android 5, и Android 6 стал минимально поддерживаемой версией. 13 февраля 2025 года, YouTube перестал открываться на Android 7 и ниже, поскольку YouTube для этих версий Android не обновлялся с 26 августа 2022 года, однако этот факт не мешал ему открываться, и не мешает открываться в браузерах 4-х летней давности. В 2025 году прекратится поддержка Сервисов Google Play, которая фактически завершилась в 2023 году, тогда же, когда и закончился массовый выход приложений на Android 6 и из-за чего находится сразу в двух состояниях.

## Особенности
На первый взгляд видимых отличий от Android Lollipop не наблюдается. Концепция Material Design сохранилась в полном объёме.
Из видимых отличий можно отметить:
- Возможность разблокировки устройства отпечатком пальца;
- Поддержка функции Google Now по нажатию;
- Нативная поддержка 2-х SIM-карт;
- Технология Doze способна дозировать энергию аккумулятора фоновых приложений;
- Центр приватности пользователя — контроль доступа приложений к персональным данным и функциям устройства;
- Project Brillo — система работы с «умным» домом;
- Мультиоконный режим[5];
- Возможность менять цвет темы в настройках со светлого на тёмный (только для разработчиков, не работает в релизной версии)[6];
- Появилось встроенное приложение Android Pay, аналогичное Apple Pay[7] (не во всех странах);
- Обновленное пасхальное яйцо, которое появляется, если 4-5 раз нажать на версию Android;
- Возможность зарядки другого устройства при помощи USB[8];
- Небольшое количество новых анимаций;
- Скрытое меню System Tuner UI, позволяющее включить процентное отображение заряда аккумулятора и персонализировать быстрые настройки[9].

## Обновление
Первые устройства, которые получили эту версию — Nexus 5, Nexus 6, Nexus 7 (2013), Nexus 9 и Nexus Player. Прямое обновление можно совершить с Android 5.0 и 5.1.
После Nexus обновление стало доступным для многих флагманских смартфонов Asus, Alcatel, Samsung, HUAWEI, HTC, Sony, LG, OnePlus и Xiaomi. Также было доступно обновление для ряда других сверх популярных ранее моделей, через установку прошивки.

## Изменения

### 6.0
- Компания Google анонсировала новую версию своей мобильной операционной системы. Новинку представил вице-президент Google Сундар Пичаи на конференции для разработчиков Google I/O.
- Новое пасхальное яйцо (переделанное яйцо из Android 5 Lollipop, но вместо леденцов, на пути расставлены маршмеллоу, а также можно добавить дополнительных роботов с помощью кнопки вверху экрана, которые будут подпрыгивать одновременно)
- Среди главных функций релиза — мобильная платежная система Android Pay и стандартизированная верификация при помощи отпечатков пальцев на уровне платформы. Для устройств, оснащенных сканером отпечатка, будет доступна разблокировка гаджета и авторизация покупок в Google Play, а разработчики смогут встраивать соответствующий API в любые Android-приложения.
- Также Google уделила много внимания экономии заряда аккумулятора — именно в этой сфере Android-устройства часто подвергаются критике. Функция Doze работает за счет сенсора движения: когда устройство находится в покое долгое время, активируется "глубокий спящий" режим, активность приложений в фоновом режиме сильно ограничивается, что сохраняет заряд батареи.
- Google также обещала пользователям больше контроля над тем, как приложения используют их данные, — запросы на работу с информацией будут отправляться не в момент установки, а непосредственно в ходе использования приложения.
- Новая функция Chrome custom tabs призвана сделать более удобным потребление веб-контента на мобильном. Всего в Android M будет около 100 новых функций, заявил вице-президент Google Дэвид Бюрке.

### 6.0.1
- Исправлены ошибки.
- Исправлена проблема с системными часами.
- Более 200 новых смайликов.
- Функция быстрого запуска камеры двойным нажатием кнопки питания